# Presidentvalet i Portugal 2011
Portugisiska presidentvalet 2011 hölls den 23 januari.

Aníbal Cavaco Silva (konservativ) valdes för andra gången till president, med 53 procent av rösterna mot vänsterkandidaten Manuel Alegres 20 procent.

Valdeltagandet var runt 47 procent.

## Godkända kandidater i första valomgången
1. Aníbal Cavaco Silva
2. Defensor Moura
3. Francisco Lopes
4. José Manuel Coelho
5. Manuel Alegre
6. Fernando Nobre

## Resultat
| Portugisiska presidentvalet 2011 *a)                       | Portugisiska presidentvalet 2011 *a) | Portugisiska presidentvalet 2011 *a) |
| Kandidat                                                   | Röster                               | %                                    |
| ---------------------------------------------------------- | ------------------------------------ | ------------------------------------ |
| Cavaco Silva                                               | 2 231 956                            | 53,0 %                               |
| Manuel Alegre                                              | 831 838                              | 19,7 %                               |
| Fernando Nobre                                             | 593 021                              | 14,1 %                               |
| Francisco Lopes                                            | 300 921                              | 7,14 %                               |
| José Coelho                                                | 189 091                              | 4,49 %                               |
| Defensor Moura                                             | 66 112                               | 1,57 %                               |
|                                                            |                                      |                                      |
| Blanka röster                                              | 191 284                              | 4,26 %                               |
| Ogiltiga                                                   | 86 581                               | 1,93 %                               |
| Väljarna:                                                  | 4 492 297                            | 46,63 %                              |
| Registrerade väljare:                                      | 9 659 797                            |                                      |
| Källa: Valresultat 2011 - Justitiedepartementet (Portugal) |                                      |                                      |